# 蜜食记
《蜜食记》（因冠名赞助因素，故亦称《·蜜食记》）是一档由安徽广播电视台制作的实境旅行及美食慢综艺节目，现时已制作五季。前两季主持人均由汪聪担任；但自第三季起，主持人由馮薪朵（亦兼任製作人）擔任，汪聪改以嘉宾身份出演节目；而该节目的第三季事实上為SNH48专属综艺节目，直至第四季再有非SNH48艺人加入节目。
第一季于2017年5月7日于安徽卫视播出，6月25日以访谈回顾形式播出最后一集。第二季则于同年11月9日在安徽卫视首播，原在周四晚间档播放，但自第5集（第4话）起改回周日晚间档，并于次年1月7日播毕。第三季于2018年5月13日上档，7月1日收官。第四季则再次调整至周四晚间档，于12月13日启播，次年1月31日完结。第五季则调整至周五晚间档播映，并于2019年11月22日开始播放，至次年1月10日结束。第六季节目则于2020年11月1日播映先导片，并于当月8日起逢星期日晚间播映，至次年1月3日播映最后一集。

## 简介
《蜜食记》被定位为“实境旅行美食慢综艺”节目。制作方希望该节目从食物本身出发，在慢生活中探讨人物关系，同时体现食物背后的文化及情感，亦注重展现旅行地点的文化内涵及历史人文。节目在摄影方式上较为自由、特别，且不安排硬性任务，被形容为“‘无心’剧本”及“‘用心’拍摄”。第一、二季均由汪聪主持，在该两季节目中，汪聪带领嘉宾在特定地点进行度假，采集食材进行烹饪，或利用制作方提供的资金寻找特定食肆。
第二季节目则被认为是在模式不变的情况下，旅行地点及嘉宾选择的维度得到了较大拓宽。而该季节目亦于片尾增设了特别环节《养乐多甜品屋》，于北京北锣鼓巷47号录制，每话介绍一道利用养乐多调制的甜品，由汪聪固定出演。
而自第三季起，汪聪表示不再担任该节目的主持人，并转为嘉宾身份出演；第三季节目的主要参演者亦变为SNH48的成员，并由其成员冯薪朵担任“偶像制作人”一职，而其运营商丝芭传媒亦出现在“联合出品”名单中。该季节目主体部分的节目模式维持不变；特别环节则更名为《春食春来》，每话介绍一道春季主题菜式及一款以养乐多调制的饮品，由冯薪朵、黄婷婷、陆婷出演。其中，仅由冯薪朵出演的集数于上海K11录制。
自第四季起，该团体的另一名成员费沁源亦加入常驻嘉宾阵容中。特别环节《春食春来》更名为《魔力美食》，内容为介绍一道或数道利用养乐多调制的甜品。片尾则另外新增特别环节《养乐多青春剧场》，制作方宣称该环节的剧情为观众“经历过、正在热爱或者即将接纳的青春”。
自第五季起，该节目调整了录制地点选择方式，即在保留过往节目乡村旅行模式的同时增加了城市化周末游模式，并增设于凌晨时段录制的夜宵主题单元；此外，谭湘君接替冯薪朵成为该季节目的常驻嘉宾。而本季节目的特别环节则称为《养乐多评测室》。

## 参演人员
| 姓名            | 生日              | 参演集数 | 参演集数 | 参演集数     | 参演集数 | 参演集数 | 参演集数   | 备注                     |
| 姓名            | 生日              | 第一季   | 第二季   | 第三季       | 第四季   | 第五季   | 第六季     | 备注                     |
| 汪聪            | 1984年5月8日      | 常驻     | 常驻     | 1            | 7        | 未参加   | 未参加     | 前两季为主持人           |
| 杨安琪          | 1992年8月3日      | 1        | 未参加   | 未参加       | 未参加   | 未参加   | 未参加     |                          |
| 谭湘君          | 1994年4月5日      | 1-3、7   | 2、3、8  | 未参加       | 未参加   | 常驻     | 未参加     | 仅参与中国国内行程       |
| 戚蓝尹          | 1993年4月6日      | 3        | 未参加   | 未参加       | 未参加   | 未参加   | 未参加     |                          |
| 叶青            | 1988年11月13日    | 4、5     | 3、4     | 未参加       | 未参加   | 未参加   | 未参加     |                          |
| 程小蒙          | 1986年11月25日    | 5、6     | 未参加   | 未参加       | 未参加   | 未参加   | 未参加     |                          |
| 冯薪朵（SNH48） | 1992年1月24日     | 未参加   | 1、8     | 常驻         | 常驻     | 4、5     | 未参加     | 第三、四季兼任偶像制作人 |
| 刘大锁          | 1991年4月5日      | 未参加   | 2、7     | 未参加       | 未参加   | 未参加   | 未参加     |                          |
| 蒋方舟          | 1989年10月27日    | 未参加   | 5        | 未参加       | 未参加   | 未参加   | 未参加     |                          |
| 刘语熙          | 1986年9月27日     | 未参加   | 6、8     | 未参加       | 7        | 未参加   | 未参加     |                          |
| 柴碧云          | 1989年7月3日      | 未参加   | 7、8     | 未参加       | 未参加   | 未参加   | 未参加     |                          |
| 黄婷婷（SNH48） | 1992年9月8日      | 未参加   | 未参加   | 2、4▲、5▲、8 | 7▼       | 未参加   | 未参加     |                          |
| 陆婷（SNH48）   | 1992年12月18日    | 未参加   | 未参加   | 3、6▲、7、8  | 7        | 未参加   | 未参加     |                          |
| 莫寒（SNH48）   | 1992年1月7日      | 未参加   | 未参加   | 4            | 1▲       | 未参加   | 未参加     |                          |
| 钱蓓婷（SNH48） | 1995年5月7日      | 未参加   | 未参加   | 5            | 未参加   | 未参加   | 未参加     |                          |
| 费沁源（SNH48） | 2001年3月20日     | 未参加   | 未参加   | 5            | 常驻     | 常驻     | 常驻       |                          |
| 赵粤（SNH48）   | 1995年4月29日     | 未参加   | 未参加   | 6            | 6▼、7▼   | 未参加   | 未参加     |                          |
| 万丽娜（SNH48） | 1997年10月2日     | 未参加   | 未参加   | 6            | 未参加   | 未参加   | 未参加     |                          |
| 孔肖吟（SNH48） | 1992年4月11日     | 未参加   | 未参加   | 7            | 未参加   | 未参加   | 未参加     |                          |
| 孙骁骁          | 1985年4月22日     | 未参加   | 未参加   | 未参加       | 1-3、7▼  | 未参加   | 未参加     |                          |
| 李艺彤（SNH48） | 1995年12月23日    | 未参加   | 未参加   | 未参加       | 2        | 未参加   | 未参加     |                          |
| 苏杉杉（BEJ48） | 1997年3月23日     | 未参加   | 未参加   | 未参加       | 4、6▲    | 未参加   | 未参加     |                          |
| 刘姝贤（BEJ48） | 1994年4月16日     | 未参加   | 未参加   | 未参加       | 4▲、5▲   | 未参加   | 未参加     |                          |
| 于莎莎          | 1985年5月30日     | 未参加   | 未参加   | 未参加       | 5        | 未参加   | 未参加     |                          |
| 陈昊宇          | 1992年4月7日      | 未参加   | 未参加   | 未参加       | 6        | 未参加   | 未参加     |                          |
| 汪小敏          | 1992年10月1日     | 未参加   | 未参加   | 未参加       | 7        | 未参加   | 常驻       |                          |
| 子望            | 1991年7月14日     | 未参加   | 未参加   | 未参加       | 未参加   | 1、2、8  | 未参加     |                          |
| 戚砚笛          | 1995年5月20日     | 未参加   | 未参加   | 未参加       | 未参加   | 2、3     | 未参加     |                          |
| 刘力菲（GNZ48） | 1995年10月30日    | 未参加   | 未参加   | 未参加       | 未参加   | 5、6     | 未参加     |                          |
| 王乐乐          | 1985年10月3日     | 未参加   | 未参加   | 未参加       | 未参加   | 6        | 未参加     |                          |
| 付玉蒙          | 1992年3月10日     | 未参加   | 未参加   | 未参加       | 未参加   | 7、8     | 未参加     |                          |
| 屠芷莹          | 1999年10月16日    | 未参加   | 未参加   | 未参加       | 未参加   | 未参加   | 常驻       |                          |
| 黄恩茹（SNH48） | 1997年5月5日      | 未参加   | 未参加   | 未参加       | 未参加   | 未参加   | 常驻▲、6-9 |                          |
| 陈倩楠（SNH48） | 1998年3月19日     | 未参加   | 未参加   | 未参加       | 未参加   | 未参加   | 3、4       |                          |
| 赵晓卉          | 1994年（30—31歲） | 未参加   | 未参加   | 未参加       | 未参加   | 未参加   | 5、6       |                          |
| 林小宅          | 1995年9月23日     | 未参加   | 未参加   | 未参加       | 未参加   | 未参加   | 6-8        |                          |

## 每集列表

### 第一季
| 集数 | 标题           | 首播日期 （录制时间）                  | 地点                                                                             | 简要内容 | 蜜食菜单【任务地点】                                                               | 备注                         |
| 1    | 旅行的意义     | 2017年5月7日 （2017年4月22日）         | 安徽省黄山市黟县 碧山村                                                          | 入住并寻找厨房 / 采集五加皮 / 帮村民放羊 杨安琪弹奏尤克里里                                                     | 草莓养乐多、五加皮炒蛋、地锅炖鱼                                                   |                              |
| 2    | 光阴的故事     | 2017年5月14日                          | 浙江省杭州市桐庐县 坑口村                                                        | 于下榻处会合并寻找厨房 / 在河边挖笋 汪聪捕鱼 / 谭湘君利用笋与村民交换食材                                       | 午餐：什锦炒饭、西红柿炒蛋、猕猴桃冰棍 晚餐：竹笋烧腊肉、炭烤鱼                    | 部分片段于第1集末尾播出      |
| 3    | 祝你生日快乐   | 2017年5月21日 （2017年4月30日-5月1日） | 江苏省苏州市相城区 阳澄湖                                                        | 挑选房间 / 品尝客栈晚餐 / 制作蛋糕 于阳澄湖采集菱角 / 采摘蔬菜及捕虾 / 为汪聪庆生                               | 第一天：戚风蛋糕 第二天：爆炒河虾、清炒蚕豆、蔬菜沙拉、香蕉西葫芦炒肉片、杨枝甘露  |                              |
| 4    | 她约我去迪士尼 | 2017年5月28日 （2017年5月19-20日）     | 香港特别行政区中西区 上环及中环 香港特别行政区离岛区/荃湾区 香港迪士尼乐园度假区 | 体验大巴士 / 寻找特定食肆 游玩钢铁侠相关项目 / 品尝下午茶 / 观赏光影汇及烟花表演 观赏迪士尼探索家度假酒店的庭园 | 【莲香楼、春回堂药行、雅翠茶餐厅、蛇王芬饭店】                                     | 蜜食资金：HK$500 余额：HK$50 |
| 5    | 夏日的环岛旅行 | 2017年6月4日 （2017年5月21日）         | 香港特别行政区离岛区 长洲岛                                                      | 品尝并制作长洲岛美食 / 出海捕鱼                                                                                 | 粢饭、艇仔粥【黎恩记】、糯米糍【一来甜品】、水果捞                                 |                              |
| 6    | 青城山下聪餐厅 | 2017年6月11日 （2017年5月27日）        | 四川省成都市都江堰市 柳街镇                                                      | 入住并寻找厨房 / 骑三轮车赴湿地庄园捕鱼 帮居民包粽子 / 研磨咖啡及弹奏古筝                                       | 午餐：草莓奶昔、干煸四季豆 下午：成都辣子鱼、川芎炖肘子 晚餐：冰粉、火锅（串串香） | 部分片段于第5集末尾播出      |
| 7    | 山居好灶饭     | 2017年6月18日                          | 重庆市巴南区 双寨山                                                              | 于茶室会面 / 协助村民插秧 / 采摘莲藕 制作糍粑与豆腐花 剧照欣赏                                                  | 午餐：荷叶饭 晚餐：刨冰、火锅                                                      |                              |
| 8    | 不適用         | 2017年6月25日                          | 不適用                                                                           | 汪聪对嘉宾及旅行的看法                                                                                          | 不適用                                                                             | 访谈及全季集锦               |

### 第二季
| 集数 | 标题              | 首播日期 （录制日期）                   | 地点                              | 简要内容 | 蜜食菜单 （特别环节标题及菜单）                                                                                                 | 备注                         |
| 前传 | 不適用            | 2017年11月2日                           | 不適用                            | 不適用 | 不適用 | 先导片                       |
| 1    | 雪山下的晚餐      | 2017年11月9日 （2017年10月19、21-22日） | 西藏自治区林芝市巴宜区 鲁朗镇     | 入住民宿 / 采集蘑菇 品尝酥油茶及借用石锅 / 捕鸡 | 第一天：西红柿鸡蛋面 第二天：鲁朗石锅鸡 （雪山上的秋天童话：雪顶养乐多芒果汁）                                                  |                              |
| 2    | 神秘的海岛之旅    | 2017年11月16日 （2017年11月7-8日）      | 广东省汕头市南澳县 南澳岛         | 汪聪、谭湘君： 入住民宿 / 打制牛肉丸 挖红薯、生姜及采摘番石榴 / 垒土灶并烤制红薯 / 前往海边 谭湘君利用红薯于鱼市换鱼 刘大锁： 出海捕鱼 三人于海鲜排档会合                  | 第一天：牛肉火锅 第二天午餐：清蒸鱼、蒜蓉龙虾、炒花蛤、炒蟹、鱿鱼、虾蛄                                                         |                              |
| 3    | 神秘的海岛之旅    | 2017年11月23日 （2017年11月8、10-11日） | 广东省汕头市南澳县 南澳岛         | 漫游南澳县城 / 制作红桃粿 学唱潮汕歌曲 | 第二天晚餐：烧烤、紫菜炒饭、番石榴养乐多                                                                                        | 玩具船长乐队特别出演         |
| 3    | 十一月的生日计划  | 2017年11月23日 （2017年11月8、10-11日） | 浙江省湖州市德清县 莫干山         | 汪聪： 进竹林挖冬笋 / 向当地村民学习新菜式 叶青： 参观农场并采集食材 两人于民宿会合                                                                                        | 第一天午餐：煎牛排、蔬菜沙拉 （别人眼中的风景：日落黄昏）                                                                       | 本话于2017年12月31日复播     |
| 4    | 十一月的生日计划  | 2017年11月30日 （2017年11月11-12日）    | 浙江省湖州市德清县 莫干山         | 收割20斤稻谷 / 汪聪摘取玉米 / 寻找帐篷并在此过夜 对奶牛喂草、挤奶及喂小牛喝奶 / 放羊吃草、赶牛 / 喂鸡吃稻谷及捡鸡蛋 叶青前往集市卖米 / 汪聪与工作人员布置民宿 / 为叶青庆生 | 第一天晚餐：烤玉米 第二天：土豆烧肉、西湖醋鱼、蛋糕、金桔养乐多 （泥土的味道：养乐多农场盆栽）                                  | 本话于2017年12月31日复播     |
| 5    | 千岛湖上的桨·方舟 | 2017年12月10日                          | 浙江省杭州市淳安县 千岛湖         | 品尝鱼汤及观赏民宿周边景色 / 采集喜旱莲子草喂梅花鹿 / 于菜园采摘食材 / 船游千岛湖及换取鱼 摘取100斤橘子以换取橘子及火腿 过往旅行照片分享                                   | 午餐：鱼头汤、炸鱼龙骨 晚餐：火腿炒青椒、什锦炒饭、素炒青菜、橘子养乐多 （你的一年：谜之东京）                                  |                              |
| 6    | 回归初心          | 2017年12月17日 （2017年11月25日）       | 安徽省黄山市黟县 碧山村           | 于民宿会合 / 制作竹灯罩 / 采摘蔬菜及茶叶 制作豆干 刘语熙分享旅行照片 | 午餐：萝卜烧肉、茶叶蛋 晚餐：红豆粥、青椒炒豆干 （旅行的意义：养乐多冷泡水果茶）                                                |                              |
| 7    | 夏至已至 春暖花开 | 2017年12月24日 （2017年12月7-8日）      | 浙江省台州市温岭市 石塘镇及松门镇 | 汪聪、柴碧云： 于民宿会合及参观大堂 / 前往海鲜市场选购海鲜 / 柴碧云采摘蔬菜 乘船前往三蒜岛 / 笼捕海鲜及采集藤壶、海螺 刘大锁： 出海捕鱼 三人于民宿会合 / 剧照欣赏          | 第一天午餐：红烧黄鱼、带鱼萝卜汤、素炒青菜 第一天晚餐：海鲜粥 第二天：清蒸鲈鱼、香辣炒蟹、爆炒蚬子 （闺蜜的情话：闺蜜双子特调） | 蜜食资金：CN¥200 余额：CN¥70 |
| 8    | 蜜食记新年宴      | 2018年1月7日                            | 不適用                            | 嘉宾及汪聪对旅行、厨艺等事项的看法 | 锅包肉、黄金虾、双色水饺、桃胶炖鲜奶、黑糖红枣糕 （蜜食的味道：彩虹水果汁）                                                     | 访谈及全季集锦               |

### 第三季
| 集数 | 标题                  | 首播日期 （录制日期）              | 地点                                    | 简要内容 | 蜜食菜单 （特别环节菜单）                                                                          | 备注                                     |
| 1    | 旅行从洱海开始        | 2018年5月13日 （2018年4月16-17日） | 云南省大理白族自治州大理市 苍山         | 品尝白族三道茶及入住民宿 / 挖200斤莴笋 / 于池塘捕鱼 汪聪打非洲鼓 采摘滇红玫瑰 / 制作鲜花饼 挤牛奶及参观制作乳扇 / 冯薪朵按要求作画                                       | 酸木瓜鱼、蚕豆炒鸡蛋、凉拌莴笋 （洛神玫瑰花羹、百香果芒果养乐多）                                  | 本话于2018年7月8日复播                   |
| 2    | 千岛湖上的闪光少女    | 2018年5月20日 （2018年4月24日）    | 浙江省杭州市淳安县 千岛湖               | 于湖边会合并入住民宿 / 捕鸭 / 进山采蕨菜、挖笋及伐竹 制作并放飞风筝 观赏Team NII公演纪录片                                                                               | 早餐：蒸鸡蛋 午餐：竹笋老鸭汤、腊肉炒蕨菜、竹筒蒸饭 （春笋抱蛋煎饺、红柚桃子养乐多特饮）           |                                          |
| 3    | 山一间 野一间 你一间  | 2018年5月27日 （2018年5月1日）     | 浙江省宁波市奉化区 大堰镇               | 入住并寻找厨房 / 捕捞螺蛳 / 采摘野莓及刨地 / 捕鱼 采摘艾叶 / 制作青团 / 捕鸡 / 伐竹及制作烤架 剧照欣赏                                                                   | 午餐：爆炒螺蛳、鸡蛋汤、红烧鲫鱼 晚餐：烤鸡、月亮蛋糕 （凉拌爽口螺蛳、荔枝养乐多甜米酒）           | 陆婷之宠物猫“纳豆”特别出演               |
| 4    | 故乡够美 才记得住乡愁 | 2018年6月3日 （2018年5月15日）     | 贵州省黔东南苗族侗族自治州台江县 反排村 | 品尝拦门酒及入住民宿 / 插秧 / 于田野捕鱼 / 莫寒搭建土灶 打制红糖糍粑 / 以蜡染工艺染制衬衫 / 学习反排木鼓舞及教学《爱的幸运曲奇》 学唱多声部民歌                          | 酸汤鱼、五彩糯米饭 （鸭肉干、水果养乐多奶昔）                                                      | 反排苗族木鼓舞传承人万政文特别出演       |
| 5    | 你努力的样子真好看    | 2018年6月10日 （2018年5月23-24日） | 安徽省黄山市徽州区 呈坎村               | 乘竹筏前往民宿 / 采摘藕丝 / 采集猪草、喂猪 参观制作及品尝豆渣、豆浆、毛豆腐 / 学唱黄梅戏 《女驸马》《打猪草》唱段演出 / 冯薪朵表演书法                                   | 荷叶鸡、炒鹅蛋、凉拌藕丝、煎鸡腿、养乐多拌饭 （鱼香藕丁肉丸、养乐多奶酪布丁）                      | 安徽省黄梅戏剧院演员张晓威、吴娟特别出演 |
| 6    | 有一种青春叫宿舍      | 2018年6月17日 （2018年6月2-3日）   | 浙江省湖州市德清县 莫干山               | 于民宿会合及打扫卫生、弹琴 冯薪朵为牛棚铺干草 / 赵粤、万丽娜赶牛 / 挤牛奶 / 捕鸡 万丽娜整理房间 / 三人交流宿舍记忆 赵粤采集粽叶 / 三人裹制及售卖粽子 饭桌游戏 / 剧照欣赏 | 第一天：咖喱鸡、十全大补汤 第二天：鸳鸯火锅 （菠萝烤鸡、养乐多奥利奥盆栽）                         |                                          |
| 7    | 冯家屯里那些事        | 2018年6月24日 （2018年6月11-12日） | 吉林省长春市德惠市 冯家屯               | 于冯薪朵家会合 / 扒玉米粒 / 孔肖吟磨制玉米面 / 冯薪朵、陆婷比赛划船 / 三人捕鱼 铺炕 / 观赏星空 搭建柿子架 / 间苗 陆婷、孔肖吟放飞风筝 / 冯薪朵作画                       | 第一天：铁锅炖鱼、鸡蛋酱、血肠、小鸡炖蘑菇 第二天：凉拌拉皮、豆角炖排骨、花卷 （玉米酪、西柚多多） |                                          |
| 8    | 心有青春 一路加分     | 2018年7月1日                       | 不適用                                  | 画作欣赏 / 冯薪朵对嘉宾的看法 | 巧克力抹茶慕斯蛋糕、酒鬼花生、水果可丽饼、薯条配甜辣酱 （木瓜养乐多果冻、榴莲养乐多班戟）          | 访谈及全季集锦 访谈部分由陆婷采访        |

### 第四季
| 集数 | 标题                   | 首播日期 （录制日期）                                    | 地点                                                                           | 简要内容 | 蜜食菜单 （特别环节菜单）                                                                                           | 备注 |
| 1    | 当风景再次邀请         | 2018年12月13日 （2018年10月10日）                        | 云南省丽江市宁蒗彝族自治县 泸沽湖                                              | 冯薪朵、费沁源： 船游泸沽湖 / 入住及与宠物互动 三人于民宿会合及交流行李 / 采集菌类 / 冯薪朵、孙骁骁捕鱼 于民宿大堂唱歌 | 第一天午餐：海棠汁 第一天晚餐：青椒炒松茸、松茸炖鸡 （蔓越莓冰冰粉）                                                | 孙骁骁因档期原因未能参与第二天早餐之后的行程，剩余部分由李艺彤接替录制 第一集青春剧场标题：《相见恨晚》 第二集青春剧场标题：《冬至已至 未来已来》 |
| 2    | 风从湖面吹过来         | 2018年12月20日 （2018年10月11日）                        | 云南省丽江市宁蒗彝族自治县 泸沽湖                                              | 晨练 / 冯薪朵、费沁源收渔网 / 为孙骁骁制作酸腌鱼 李艺彤乘船至民宿会合 / 采集蜂蜜 / 采摘300斤苹果 | 第二天早餐：云南米线 第二天午餐：酥炸小鱼 第二天晚餐：烧烤 （气泡养乐多、沙冰养乐多、青柠养乐多、三色养乐多）       | 孙骁骁因档期原因未能参与第二天早餐之后的行程，剩余部分由李艺彤接替录制 第一集青春剧场标题：《相见恨晚》 第二集青春剧场标题：《冬至已至 未来已来》 |
| 3    | 她约我去迪士尼（II）   | 2018年12月27日 （2018年11月29-30日）                     | 香港特别行政区离岛区/荃湾区 香港迪士尼乐园度假区 香港特别行政区湾仔区 湾仔码头 | 入住香港迪士尼乐园酒店及品尝下午茶 / 游玩加利布尼市集及钢铁侠相关项目 观赏光影汇及游玩旋转木马 / 品尝芊彩餐厅 / 讨论亲子旅行 晨练 / 向高飞学习太极拳 / 费沁源、孙骁骁学习尤克里里 费沁源乘坐天星小轮及品尝湾仔码头食品 / 三人于湾仔码头观景层会合         | 不適用 | 小葡萄姐弟特别出演 青春剧场标题：《以梦想 撰写新一年》                                                                                            |
| 4    | 我把变好叫做未来       | 2019年1月3日 （2018年10月22日）                          | 贵州省黔西南布依族苗族自治州兴义市 万峰林                                      | 冯薪朵乘直升机至机场会合 / 入住并寻找厨房 / 收割50斤稻谷 前往集市选购食材 / 冯薪朵、苏杉杉采摘石斛及柚子 小型Live House演出 / 冯薪朵、苏杉杉交流旅行感悟                                                                                                  | 西红柿炒鸡蛋、万峰林炒饭、石斛排骨汤、青桔柚子养乐多特饮 （养乐多QQ糖）                                             | 蜜食资金：CN¥300 余额：CN¥114 青春剧场标题：《守护你 往前行》                                                                                     |
| 5    | 阳澄湖上的“蟹”逅       | 2019年1月10日 （2018年11月5日）                          | 江苏省苏州市相城区 阳澄湖 江苏省苏州市姑苏区 平江路                            | 费沁源： 于阳澄湖放蟹网 / 叫早 三人于民宿会合 / 冯薪朵、于莎莎采摘蔬菜 / 费沁源、于莎莎收蟹网 / 捆蟹 限时拍照挑战 / 冯薪朵、于莎莎学习评弹 《枫桥夜泊》唱段演出                                                                                           | 早餐：蟹黄包 午餐：大闸蟹、凉拌观音菜、酸辣藕条、马蹄养乐多水果捞、蟹黄水饺 （芒果西米露）                          | 青春剧场标题：《吵不散的才是最好的》 |
| 6    | 有一种秋天叫塔川       | 2019年1月17日 （2018年11月14日） （彩蛋：2019年1月12日） | 安徽省黄山市黟县 塔川村                                                        | 三人于民宿会合 / 冯薪朵、陈昊宇与采风者互动 / 费沁源、陈昊宇采集冬笋 / 冯薪朵寻找午餐地点 冯薪朵、陈昊宇： 弹奏吉他 / 学唱黄梅戏 《天仙配》唱段演出 三人与赵粤通话 彩蛋：赵粤谈论收到祝福的感受                                                           | 早餐：酒酿豆浆汤圆 午餐：一品锅、煎山珍海味水饺 （紫薯香蕉卷）                                                      | 安徽省黄梅戏剧院演员张晓威特别出演 青春剧场标题：《陪你度过漫长岁月》                                                                             |
| 7    | 继续 给更好的自己      | 2019年1月24日 （2018年12月24日）                         | 北京市东城区 北新桥街道 北京市昌平区 十三陵 北京市朝阳区 三源里、高碑店        | 汪小敏、刘语熙： 乘坐黄包车游览胡同 四人于四合院会合 / 写春联、剪窗花 / 冰钓 / 歌曲接龙 汪小敏、费沁源： 前往市场选购食材 / 布置房间 冯薪朵、刘语熙： 游玩卡丁车 / 探望汪聪 冯薪朵拆封礼物 / 刘语熙宣读冯薪朵毕业辞 / 观赏他人生日祝福 / 陆婷赠送生日蛋糕 | 早餐：冰糖葫芦 下午：驴打滚、水果冰棍 晚餐：鲫鱼豆腐汤、三文鱼、水果拼盘、火锅、包子、汤圆、水饺 （蓝莓养乐多冰棒） | 冯薪朵之母亲视频出演 本集不设“青春剧场”环节 |
| 8    | 《蜜食记》本身就是风景 | 2019年1月31日 （2018年12月25日）                         | 北京市东城区 北新桥街道                                                        | 依照关键词语进行总结 / 盘点参演者之“最” / 观众来信选读 | （火龙果养乐多慕斯）                                                                                                | 访谈及全季集锦 青春剧场标题：《最长的路 是团聚的路》                                                                                              |

### 第五季
| 集数 | 标题               | 首播日期 （录制日期）                         | 地点 | 简要内容 | 蜜食菜单 （特别环节评测菜品） | 备注 |
| 1    | 以青春的名义再出发 | 2019年11月22日 （2019年10月23日）             | 中国浙江省杭州市桐庐县 · 戴家山民俗村、金家山 | 费沁源： 了解“晒秋”及学习磨制豆浆 三人于民宿会合 / 公开旅行箱内物品 / 谭湘君、子望挖地瓜 / 费沁源采集辣椒、萝卜 / 打柿子 费沁源、子望： 前往市场选购食材 饭桌游戏                 | 第一天早餐：豆浆 第一天午餐：清炒萝卜叶、红烧鳜鱼、萝卜炖排骨、豆角炒肉、烤红薯、辣椒炒鸡蛋 （养乐多柠檬特饮[a]、养乐多哈密瓜特饮、养乐多橘子特饮、养乐多石榴特饮[b1]、养乐多草莓特饮、养乐多猕猴桃特饮） |      |
| 2    | 以青春的名义再出发 | 2019年11月29日 （2019年10月23-24日、11月1日） | 中国浙江省杭州市桐庐县 · 戴家山民俗村、金家山 | 收割50斤稻谷并脱谷 / 体验滑翔伞 | 第二天早餐：燕麦牛奶羹 |      |
| 2    | 不適用             | 2019年11月29日 （2019年10月23-24日、11月1日） | 中国安徽省芜湖市镜湖区 · 芜湖港旅游客运码头、东郊路、小赭山社区 · 安徽省芜湖市鸠江区 · 鸠兹古镇 · 安徽省芜湖市芜湖县 · 青弋江                                                                                                | 于芜湖港会合 / 入住戚砚笛亲戚家 / 遛狗 | 第一天早餐：渣肉蒸饭、赤豆酒酿、牛肉面 （桃桃养乐多、柠檬椰果养乐多、百香养乐多[b1]、芒果养乐多、养乐多绿）                                                                                               |      |
| 3    | 不適用             | 2019年12月6日 （2019年11月1-2日）             | 中国安徽省芜湖市镜湖区 · 芜湖港旅游客运码头、东郊路、小赭山社区 · 安徽省芜湖市鸠江区 · 鸠兹古镇 · 安徽省芜湖市芜湖县 · 青弋江                                                                                                | 歌曲接龙 / 负重称体重 搭建帐篷 / 捕鱼 | 第一天午餐：梅花糕、腰子饼、春卷、臭豆腐、卤大肠 第二天午餐：烧烤、鱼汤 |      |
| 4    | 余杭门外叶飞秋     | 2019年12月13日 （2019年11月11日）             | 中国浙江省杭州市西湖区 · 九溪路 · 中国浙江省杭州市拱墅区 · 拱宸桥西 · 中国浙江省杭州市上城区 · 大马弄 · 中国浙江省杭州市临安区 · 风之谷户外乐园                                                                              | 三人于民宿会合 / 参观拱宸桥 / 谭湘君、冯薪朵画伞 / 费沁源学制定胜糕 汉服体验 / 采购食材                                                                                           | 第一天上午：甜酒酿、定胜糕 第一天下午：葱包桧儿 （养乐多果蔬沙拉、芋圆养乐多、养乐多龟苓膏、奥利奥养乐多、炒饭养乐多）                                                                                    |      |
| 5    | 余杭门外叶飞秋     | 2019年12月20日 （2019年11月11-12、20日）      | 中国浙江省杭州市西湖区 · 九溪路 · 中国浙江省杭州市拱墅区 · 拱宸桥西 · 中国浙江省杭州市上城区 · 大马弄 · 中国浙江省杭州市临安区 · 风之谷户外乐园                                                                              | 饭桌游戏 体验新西兰滑板车及碰碰球 / 费沁源体验弹弓飞人 / 乘坐小火车 | 第一天晚餐：龙井虾仁、小炒、卤素鸡、莼菜汤、西湖醋鱼、杭州酱鸭、养乐多橙汁 |      |
| 5    | 江湖海底 和你一起  | 2019年12月20日 （2019年11月11-12、20日）      | 中国上海市浦东新区 · 六灶社区、金茂大厦 · 中国上海市虹口区 · SNH48星梦剧院 · 中国上海市黄浦区 · 茂名南路 · 中国上海市静安区 · 新闸路 · 中国上海市长宁区 · 尚品坊 · 中国上海市宝山区 · 智慧湾 · 中国上海市普陀区 · 泰山菜市场 | 谭湘君、刘力菲： 化妆 / 研究手碟 / 观赏《橘色奇迹》公演 | 第一天夜宵：红油抄手、番茄时蔬烩面、红油猪耳 （未评测菜品，改以对养乐多空瓶进行二次利用） |      |
| 6    | 江湖海底 和你一起  | 2019年12月27日 （2019年11月21日）             | 中国上海市浦东新区 · 六灶社区、金茂大厦 · 中国上海市虹口区 · SNH48星梦剧院 · 中国上海市黄浦区 · 茂名南路 · 中国上海市静安区 · 新闸路 · 中国上海市长宁区 · 尚品坊 · 中国上海市宝山区 · 智慧湾 · 中国上海市普陀区 · 泰山菜市场 | 费沁源、谭湘君、刘力菲： 拍摄与都可有关的创意视频 / 观赏宠物猪 / 谭湘君、刘力菲为宠物猪洗澡 王乐乐： 选购食材 费沁源、谭湘君、刘力菲： 体验金茂大厦空中步道 饭桌辩论赛 / 剧照欣赏 | 第二天早餐：粢饭团、戳戳鲜柚养乐多、柠檬椰果、红果小姐姐 第二天晚餐：四川火锅 |      |
| 7    | 漂洋过海的乡愁     | 2020年1月3日 （2019年12月1-2日）              | 日本东京都台东区 · 浅草 · 日本东京都中央区 · 筑地 · 日本东京都稻城市/神奈川县川崎市多摩区 · 读卖乐园 | 费沁源： 乘坐人力车与付玉蒙会合 参观民宿及交流见闻 / 带领租赁犬只逛公园 交流旅行经历 拍摄大头贴                                                                                   | 第一天下午：扇贝黄油、生蚝、蟹腿、虾饼 第一天晚餐：烤肉 第二天早餐：馄饨、香蕉养乐多 |      |
| 8    | 漂洋过海的乡愁     | 2020年1月10日 （2019年12月2日）               | 日本东京都台东区 · 浅草 · 日本东京都中央区 · 筑地 · 日本东京都稻城市/神奈川县川崎市多摩区 · 读卖乐园 | 游玩街机 乘坐缆车 / 观赏读卖乐园灯光展 / 组装并驾驶汽车 / 乘坐小型过山车及旋转木狗                                                                                                | 第二天晚餐：（未明确公布具体菜品） |      |
| 8    | 不適用             | 2020年1月10日 （2019年12月2日）               | 不適用 | 参演者vlog展播 | （石榴养乐多[b1]、两瓶养乐多绿茶、两瓶养乐多柠檬绿茶[b2]、草莓多多、柠檬酿多多[b2]） |      |

| ^ a.费沁源评选的最佳菜品。 | ^ b1/b2.谭湘君评选的最佳菜品，后方序号为名次。 |

### 第六季
| 集数 | 标题                   | 首播日期 （录制时间）                         | 地点 | 简要内容 | 蜜食菜单                                                                                             | 备注                                                                      |
| 先导 | 不適用                 | 2020年11月1日                                 | 不適用 | 往季内容节选 | 不適用                                                                                               |                                                                           |
| 1    | 所有的出发都是能量     | 2020年11月8日 （2020年10月9日）               | 浙江省温州市永嘉县 大若岩镇 | 费沁源、汪小敏： 入住民宿 / 摘柿子及荡秋千 三人于民宿会合 / 分房及讨论宠物 凿开冰块获取任务卡 / 收割50斤稻谷 / 堆稻草人 费沁源：屠芷莹： 抓捕溪螺 汪小敏： 采集芋头    | 不適用                                                                                               | 屠芷莹之宠物猫“哈哈”特别出演 青春剧场标题：《尴尬的重逢》                 |
| 2    | 没有过不去的冬天       | 2020年11月15日 （2020年10月9日）              | 浙江省温州市永嘉县 大若岩镇 | 放风筝 / 抓鸡 饭桌游戏 / 讨论疫情期间的经历 / 歌舞表演及交流 | 午餐：芋头饺子、爆炒螺蛳 晚餐：烤鸡、西柚养乐多                                                      | 屠芷莹之宠物猫“哈哈”特别出演 青春剧场标题：《谢谢你永远做我最忠实的听众》 |
| 3    | 和我在成都的街头走一走 | 2020年11月22日 （2020年10月15日）             | 四川省成都市武侯区 尧棠公馆、陈锦茶铺、星秀领域体育公园 四川省成都市双流区 黄龙溪欢乐田园、黄龙溪古镇 四川省成都市青羊区 宽窄巷子 | 入住旅馆并食用早餐 / 观赏魔术 利用阿基米德式螺旋抽水机抽水 / 喂食动物及赶猪 / 体验彩虹滑道 制作“一根面”                                                                | 汪小敏、陈倩楠午餐：石磨豆花、一根面 费沁源、屠芷莹午餐：糖油果子、一根面                            | 魔术师黄梦奇特别出演 青春剧场标题：《坚持的理由》                         |
| 4    | 我把长大叫做未来       | 2020年11月29日 （2020年10月15日）             | 四川省成都市武侯区 尧棠公馆、陈锦茶铺、星秀领域体育公园 四川省成都市双流区 黄龙溪欢乐田园、黄龙溪古镇 四川省成都市青羊区 宽窄巷子 | 饮茶 / 饭桌游戏 / 采耳 费沁源、陈倩楠： 布置生日派对场地 汪小敏、屠芷莹： 驾驶卡丁车 生日派对                                                                          | 晚餐：花好月圆、小龙翻大江、麻辣火锅                                                                 | 青春剧场标题：《世界上的另一个我》                                        |
| 5    | 来自合肥的邀请         | 2020年12月6日 （2020年10月30日）              | 安徽省合肥市蜀山区 天鹅湖 安徽省合肥市庐阳区 安徽省黄梅戏剧院                                                                     | 费沁源、屠芷莹：选购见面礼 入住合肥君悦酒店 / 品尝点心及观赏魔术 / 交换行李箱 屠芷莹教学安徽话 观赏房田立演唱及赵晓卉脱口秀                                            | 第一天晚餐：黄山石耳、八公山豆腐、黄山毛峰凤尾虾、臭鳜鱼、果木烤鸭                                   | 魔术师黄梦奇、歌手房田立特别出演 青春剧场标题：《跨年愿望》               |
| 6    | 来自合肥的邀请         | 2020年12月13日 （2020年10月30-31日、11月5日） | 安徽省合肥市蜀山区 天鹅湖 安徽省合肥市庐阳区 安徽省黄梅戏剧院                                                                     | 泡脚及进行“三园”游戏 / 睡前聊天 汪小敏、赵晓卉： 晨练 / 练习声乐技能 学习普拉提 / 参观安徽省黄梅戏剧院资料馆 汪小敏、费沁源： 学习及表演《龙女情》唱段                 | 不適用                                                                                               | 安徽省黄梅戏剧院演员张晓威特别出演 青春剧场标题：《再次分别》             |
| 6    | 友人携冬而来           | 2020年12月13日 （2020年10月30-31日、11月5日） | 浙江省杭州市淳安县 千岛湖、芹川古镇                                                                                               | 汪小敏、屠芷莹、黄恩茹： 参观民宿 / 弹奏乐器 费沁源、林小宅： 乘船前往民宿                                                                                             | 不適用                                                                                               | 安徽省黄梅戏剧院演员张晓威特别出演 青春剧场标题：《再次分别》             |
| 7    | 友人携冬而来           | 2020年12月20日 （2020年11月5日）              | 浙江省杭州市淳安县 千岛湖、芹川古镇                                                                                               | 林小宅分享行李箱内物品 费沁源、林小宅、黄恩茹： 参观芹川古镇 / 拍照 / 弹棉花 汪小敏、屠芷莹： 采摘萝卜 / 收集鸭蛋、鹅蛋 讨论跨年夜经历 充气服装气球大战 / 充气服装走秀 | 午餐：鱼头汤、黄泥烤鹅蛋、清炒马齿苋、西红柿炒鸭蛋、萝卜条                                           | 青春剧场标题：《孤独时有你——新的朋友》                                    |
| 8    | 在这里遇见未来         | 2020年12月27日 （2020年11月5日、12月2-3日）   | 浙江省杭州市淳安县 千岛湖、芹川古镇                                                                                               | 制作爆米花 篝火晚会 / 参演者2020年印象最深刻照片展播 / 讨论新年愿望 | 晚餐：烧烤                                                                                           | 青春剧场标题：《偶尔的争吵》                                              |
| 8    | 2021 光会点亮光        | 2020年12月27日 （2020年11月5日、12月2-3日）   | 澳门特别行政区路氹城 澳门巴黎人 澳门特别行政区大堂区 澳门旅游塔会展娱乐中心                                                       | 野餐 | 不適用                                                                                               | 青春剧场标题：《偶尔的争吵》                                              |
| 9    | 2021 光会点亮光        | 2021年1月3日 （2020年12月3-4日）              | 澳门特别行政区路氹城 澳门巴黎人 澳门特别行政区大堂区 澳门旅游塔会展娱乐中心                                                       | 分房及为汪小敏进行脚部按摩 汪小敏、费沁源： 水疗 屠芷莹、黄恩茹： 游玩超自然空间 欣赏夜景 / 讨论录影感受 空中漫步 / 蹦极                                               | 第一天晚餐：巴黎人彩虹、爱在埃菲尔、海鲜拼盘、山楂鹅肝栋、烟熏香酥BB鸽、红烧牛肋骨、浓虾汤脆米东星斑 | 旅行博主喵喵、泛道特别出演 青春剧场标题：《人生海海 不过尔尔》            |

## 收视率

### 第一季
| 中国大陆 安徽卫视 首播收视率 |               |        |          |       |        |          |       |                        |
| 集數                         | 播出日期      | CSM35  | CSM35    | CSM35 | CSM52  | CSM52    | CSM52 | 備註                   |
| 集數                         | 播出日期      | 收視率 | 收視份額 | 排名  | 收視率 | 收視份額 | 排名  | 備註                   |
| 1                            | 2017年5月7日  | 0.641  | 3.225    | 3     | 0.571  | 2.985    | 11    | 浙江《来吧冠军》开播   |
| 2                            | 2017年5月14日 | 0.448  | 2.550    | 5     | 0.440  | 2.371    | 15    |                        |
| 3                            | 2017年5月21日 | 0.567  | 2.923    | 4     | 0.511  | 2.713    | 10    |                        |
| 4                            | 2017年5月28日 | 0.504  | 2.401    | 5     | 0.453  | 2.204    | 12    |                        |
| 5                            | 2017年6月4日  | 0.454  | 2.235    | 5     | 0.408  | 2.074    | 12    | 江苏《我们相爱吧》开播 |
| 6                            | 2017年6月11日 | 0.400  | 2.039    | 5     | 0.358  | 1.894    | 15    |                        |
| 7                            | 2017年6月18日 | 0.428  | 2.190    | 5     | 0.394  | 2.080    | 12    | 山东《超强音浪2》完结  |
| 8                            | 2017年6月25日 | 0.372  | 1.846    | 6     | 0.332  | 1.711    | 18    | 山东《超强音浪3》开播  |

1. 同时段或交叉时段主要节目：
  - 湖南卫视：《花儿与少年3》
  - 浙江卫视：《来吧冠军2》
  - 江苏卫视：《歌声的翅膀》/《我们相爱吧》。
  - 北京卫视：《音乐大师课3》。
  - 东方卫视：《笑声传奇》。
  - 山东卫视：《超强音浪2》/《超强音浪3》。
2. 数据由广视索福瑞提供，调查范围为四岁以上之观众。
3. 以上收视排名不包括央视在内。
4. 排名为周日晚间所有节目的排名，并不一定为同一时段。
5. 红字为最高收视率、收视份额或排名，蓝字为最低收视率、收视份额或排名。
6. 数据来源：卫视这些事儿、收视率排行。

### 第二季
| 中国大陆 安徽卫视 首播收视率 |                |        |          |       |        |          |       |                                    |
| 集數                         | 播出日期       | CSM35  | CSM35    | CSM35 | CSM52  | CSM52    | CSM52 | 備註                               |
| 集數                         | 播出日期       | 收視率 | 收視份額 | 排名  | 收視率 | 收視份額 | 排名  | 備註                               |
| 前传                         | 2017年11月2日  | 0.262  | 2.178    | 4     | 0.237  | 1.957    | 10    |                                    |
| 1                            | 2017年11月9日  | 0.211  | 1.438    | 8     | 0.195  | 1.376    | 11    |                                    |
| 2                            | 2017年11月16日 | 0.367  | 2.251    | 3     | 0.336  | 2.144    | 6     |                                    |
| 3                            | 2017年11月23日 | 0.231  | 1.473    | 7     | 0.209  | 1.390    | 16    | CSM52缺拉萨数据                    |
| 4                            | 2017年11月30日 | 0.277  | 1.790    | 6     | 0.252  | 1.692    | 11    |                                    |
| 5                            | 2017年12月10日 | 0.549  | 2.447    | 3     | 0.507  | 2.329    | 5     |                                    |
| 6                            | 2017年12月17日 | 0.454  | 2.078    | 5     | 0.327  | 1.884    | 12    |                                    |
| 7                            | 2017年12月24日 | 0.504  | 2.346    | 4     | 0.357  | 2.084    | 8     |                                    |
| 8                            | 2018年1月7日   |        |          |       | 0.169  | 0.708    | 18    | 东方《青春旅社》完结 CSM35数据暂缺 |

1. 同时段或交叉时段主要节目：
  - 天津卫视、湖北卫视：《我为喜剧狂》
  - 东方卫视：《青春旅社》
  - 浙江卫视：《你好！生活家》/《漂亮的房子》
2. 数据由广视索福瑞提供，调查范围为四岁以上之观众。
3. 以上收视排名不包括央视在内。
4. 排名为周四（第4集及之前）或周日（第5集及之后）晚间所有节目的排名，并不一定为同一时段。
5. 红字为最高收视率、收视份额或排名，蓝字为最低收视率、收视份额或排名。
6. 数据来源：卫视这些事儿、收视率排行。

### 第三季
| 中国大陆 安徽卫视 首播收视率 （CSM52） |               |        |          |      |                        |
| 集數                                   | 播出日期      | 收视率 | 收视份额 | 排名 | 備註                   |
| 1                                      | 2018年5月13日 | 0.275  | 1.271    | 12   |                        |
| 2                                      | 2018年5月20日 | 0.327  | 1.573    | 9    | 浙江《中国梦想秀》完结 |
| 3                                      | 2018年5月27日 | 0.350  | 1.654    | 9    | 浙江《熟悉的味道》开播 |
| 4                                      | 2018年6月3日  | 0.345  | 1.57     | 7    |                        |
| 5                                      | 2018年6月10日 | 0.331  | 1.641    | 9    |                        |
| 6                                      | 2018年6月17日 | 0.375  | 1.506    | 5    |                        |
| 7                                      | 2018年6月24日 | 0.357  | 1.505    | 9    |                        |
| 8                                      | 2018年7月1日  | 0.349  | 1.377    | 9    | 江苏《无限歌谣季》开播 |

1. 同时段或交叉时段主要节目：
  - 湖南卫视：《天天向上》
  - 江苏卫视：《新相亲时代》/《无限歌谣季》
  - 东方卫视：《极限挑战》
  - 浙江卫视：《中国梦想秀》/《熟悉的味道》
2. 数据由广视索福瑞提供，调查范围为四岁以上之观众。
3. 以上收视排名不包括央视在内。
4. 排名为周日晚间所有节目的排名，并不一定为同一时段。
5. 红字为最高收视率、收视份额或排名，蓝字为最低收视率、收视份额或排名。
6. 数据来源：卫视这些事儿、收视率排行。

### 第四季
| 中国大陆 安徽卫视 首播收视率 （CSM52 / 55） |                |               |               |         |                        |
| 集數                                        | 播出日期       | 收视率        | 收视份额      | 排名    | 備註                   |
| 1                                           | 2018年12月13日 | 0.240         | 1.250         | 7       |                        |
| 2                                           | 2018年12月20日 | 0.313         | 1.497         | 4       |                        |
| 3                                           | 2018年12月27日 | 0.417 / 0.231 | 1.965 / 1.433 | 3 / 10  |                        |
| 4                                           | 2019年1月3日   | 0.184 / 0.131 | 0.825 / 0.763 | 11 / 17 | 东方《闪亮的名字》开播 |
| 5                                           | 2019年1月10日  | 0.386 / 0.222 | 1.696 / 1.291 | 3 / 12  | 湖南《恋梦空间》开播   |
| 6                                           | 2019年1月17日  | 0.310 / 0.210 | 1.351 / 1.224 | 9 / 12  |                        |
| 7                                           | 2019年1月24日  | 0.299 / 0.154 | 1.267 / 0.836 | 11 / 16 |                        |
| 8                                           | 2019年1月31日  | 0.334 / 0.172 | 1.366 / 0.895 | 6 / 16  |                        |

1. 同时段或交叉时段主要节目：
  - 湖南卫视：《恋梦空间》
  - 东方卫视：《闪亮的名字》
  - 山东卫视：《拜托了妈妈》
2. 数据由广视索福瑞提供，调查范围为四岁以上之观众。
3. 以上收视排名不包括央视在内。
4. 排名为周四晚间所有节目的排名，并不一定为同一时段。
5. 红字为最高收视率、收视份额或排名，蓝字为最低收视率、收视份额或排名。
6. 自第三集起，单集收视率分为两个时段记录：斜线左侧为正片部分，右侧为“暖心时刻”部分。
7. 自2019年1月1日起，城市组新增丹东、蚌埠、泸州测量仪数据，CSM52变更为CSM55。
8. 数据来源：卫视这些事儿、收视率排行。

### 第五季
| 中国大陆 安徽卫视 首播收视率 （CSM59） |                |        |          |      |                         |
| 集數                                   | 播出日期       | 收视率 | 收视份额 | 排名 | 備註                    |
| 1                                      | 2019年11月22日 | 0.348  | 1.59     | 11   | 江苏《我们恋爱吧1》完结 |
| 2                                      | 2019年11月29日 | 0.403  | 1.825    | 9    | 浙江《追我吧》被腰斩    |
| 3                                      | 2019年12月6日  | 0.342  | 1.52     | 8    |                         |
| 4                                      | 2019年12月13日 | 0.325  | 1.461    | 11   |                         |
| 5                                      | 2019年12月20日 | 0.251  | 1.210    | 13   | 江苏《从地球出发》开播  |
| 6                                      | 2019年12月27日 | 0.530  | 2.41     | 6    |                         |
| 7                                      | 2020年1月3日   | 0.451  | 2.018    | 9    |                         |
| 8                                      | 2020年1月10日  | 0.316  | 1.327    | 11   |                         |

1. 同时段或交叉时段主要节目：
  - 湖南卫视：《嗨唱转起来》 / 《亲爱的·客栈3》
  - 浙江卫视：《追我吧》
  - 江苏卫视：《我们恋爱吧1》 / 《从地球出发》
  - 北京卫视：《上新了·故宫》
  - 广东卫视：《劳动号子》
2. 数据由广视索福瑞提供，调查范围为四岁以上之观众。
3. 以上收视排名不包括央视在内。
4. 排名为周五晚间所有节目的排名，并不一定为同一时段。
5. 红字为最高收视率、收视份额或排名，蓝字为最低收视率、收视份额或排名。
6. 数据来源：卫视这些事儿、收视率排行。

### 第六季
| 中国大陆 安徽卫视 首播收视率 （CSM59） |                |               |               |         |                                  |
| 集數                                   | 播出日期       | 收视率        | 收视份额      | 排名    | 備註                             |
| 先导                                   | 2020年11月1日  | 0.529 / 0.436 | 2.277 / 2.303 | 9 / 11  | 江苏《蒙面唱将猜猜猜5》开播      |
| 1                                      | 2020年11月8日  | 0.539 / 0.534 | 2.287 / 2.733 | 10 / 11 |                                  |
| 2                                      | 2020年11月15日 | 0.387 / 0.307 | 1.774 / 1.821 | 12 / 14 |                                  |
| 3                                      | 2020年11月22日 | 0.305 / 0.346 | 1.304 / 1.824 | 16 / 14 |                                  |
| 4                                      | 2020年11月29日 | 0.615 / 0.554 | 2.631 / 2.940 | 9 / 11  |                                  |
| 5                                      | 2020年12月6日  | 1.091 / 1.018 | 4.524 / 5.194 | 6 / 7   |                                  |
| 6                                      | 2020年12月13日 | 1.003 / 0.886 | 4.269 / 4.756 | 4 / 5   |                                  |
| 7                                      | 2020年12月20日 | 0.721 / 0.645 | 3.040 / 3.336 | 9 / 10  |                                  |
| 8                                      | 2020年12月27日 | 0.716 / 0.661 | 2.885 / 3.217 | 8 / 10  | 东方《中国梦之声·我们的歌2》完结 |
| 9                                      | 2021年1月3日   | 0.344 / 0.315 | 1.365 / 1.601 | 11 / 12 |                                  |

1. 同时段或交叉时段主要节目：
  - 湖南卫视：《天天向上》
  - 江苏卫视：《蒙面唱将猜猜猜5》
  - 东方卫视：《中国梦之声·我们的歌2》
2. 数据由广视索福瑞提供，调查范围为四岁以上之观众。
3. 以上收视排名不包括央视在内。
4. 排名为周日晚间所有节目的排名，并不一定为同一时段。
5. 单集收视率分为两个时段记录：斜线左侧为正片部分，右侧为“暖心时刻”部分。
6. 红字为最高收视率、收视份额或排名，蓝字为最低收视率、收视份额或排名。
7. 数据来源：卫视这些事儿。

## 注解
1. ↑  集数后“▲”表示该人物仅出演该集特别环节，“▼”表示该人物仅出演彩蛋环节或视频出演。
2. 1 2 3 4 5 6  斜体表示该菜品完全（或有部分用料）由赞助商提供。（特别环节菜品不计）
3. ↑  费沁源后改住迪士尼探索家度假酒店。
4. ↑  本任务前置条件为苏杉杉需间接引导冯薪朵做出“比心”动作。